# Ettore Roesler Franz
Ettore Roesler Franz, född 11 maj 1845 i Rom, död 26 mars 1907 i Rom, var en italiensk målare. Han är känd för att ha utfört Roma pittoresca – Memorie di un’epoca che passa, mera känd som Roma Sparita, en serie på 120 akvareller, vilka dokumenterar Roms stadsbild och dess invånares vardagsliv. Många av dessa akvareller finns att beskåda i Museo di Roma in Trastevere. År 1875 grundade Roesler Franz Associazione degli Acquarellisti romani.
Ettore Roesler Franz avled 1907 och är begravd på Cimitero del Verano.

## Bilder
| - Arco di San Marco. - Torre della Scimmia. - San Giorgio in Velabro och Janusbågen. - Ponte Rotto och Tiberön. - Arco dei Tolomei. |